# Сан-Мартіно-ін-Пассірія
Сан-Мартіно-ін-Пассірія (італ. San Martino in Passiria) — муніципалітет в Італії, у регіоні Трентіно-Альто-Адідже,  провінція Больцано.
Сан-Мартіно-ін-Пассірія розташований на відстані близько 560 км на північ від Рима, 85 км на північ від Тренто, 33 км на північ від Больцано.
Населення — 3196 осіб (2014).

## Демографія
Населення за роками:

Станом на 1 січня 2023 року в муніципалітеті офіційно проживали 152 іноземці з 29 країн, серед них 69 громадян країн Євросоюзу та 5 громадян України.

## Сусідні муніципалітети
- Мозо-ін-Пассірія
- Рифьяно
- Сан-Леонардо-ін-Пассірія